# Fenerbahçe Şükrü Saracoğlu Stadyumu

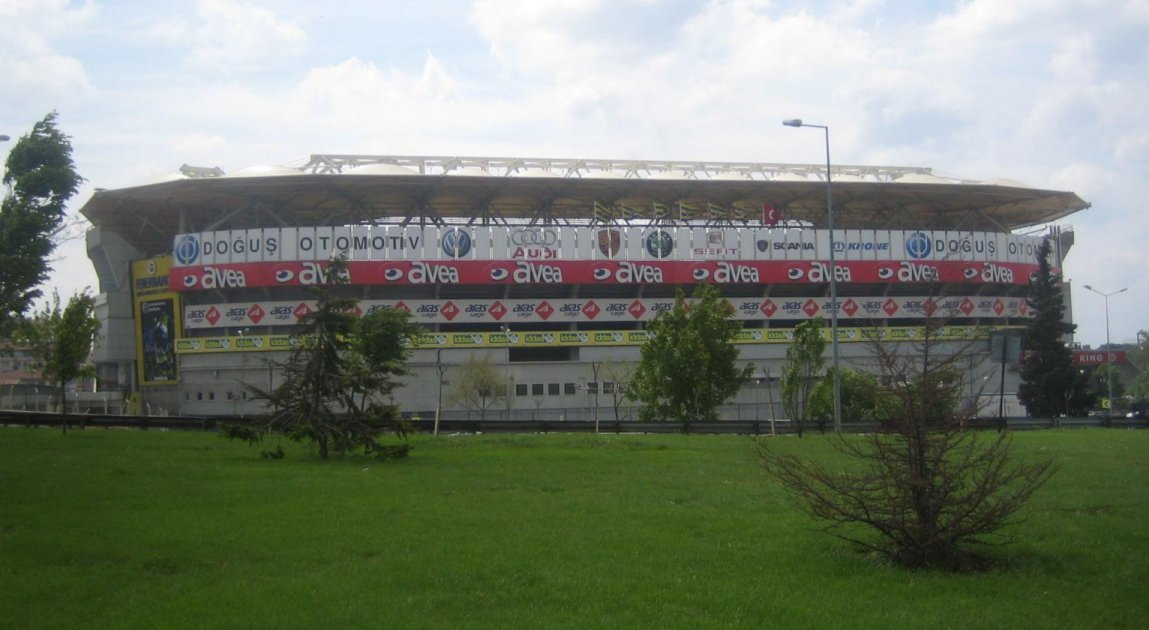
Fenerbahçe Şükrü Saraçoğlu Stadyumu 1

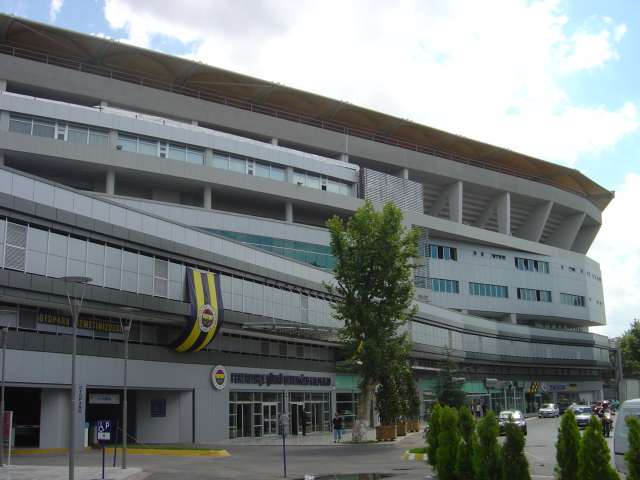
Fenerbahçe Şükrü Saraçoğlu Stadyumu 2

Fenerbahçe Şükrü Saracoğlu je fotbalový stadion v asijské části Istanbulu. Hraje na něm klub Fenerbahçe SK. Hrálo se zde v roce 2009 finále Poháru UEFA. Se svou kapacitou se řadí mezi největší stadiony v Turecku. UEFA ho zařadila do kategorie Elite.